# خورشیدگرفتگی ۲۱ ژوئن ۲۰۳۹
خورشیدگرفتگی ۲۱ ژوئن ۲۰۳۹ (به انگلیسی: Solar eclipse of June 21, 2039) یک خورشیدگرفتگی از نوع خورشیدگرفتگی حلقه‌ای است. این خورشیدگرفتگی در تاریخ ۲۱ ژوئن ۲۰۳۹ میلادی (‎۳۱ خرداد ۱۴۱۸ خورشیدی) روی خواهد داد که زمان اوج آن، ساعت ۱۷:۱۲:۵۴ به‌وقت ساعت هماهنگ جهانی است. مدت زمان و طول این خورشیدگرفتگی ۴ دقیقه و ۵ ثانیه خواهد بود.